# Pediatric Critical Care Medicine
Pediatric Critical Care Medicine, abgekürzt Pediatr. Crit. Care Med., ist eine wissenschaftliche Fachzeitschrift, die vom Lippincott Williams & Wilkins-Verlag veröffentlicht wird. Die Zeitschrift ist ein offizielles Publikationsorgan der folgenden Gesellschaften:
- Society of Critical Care Medicine
- World Federation of Pediatric Intensive & Critical Care Societies
- Pediatric Intensive Care Society UK
- Latin American Society of Pediatric Intensive Care
- Japanese Society of Pediatric Intensive and Critical Care

Sie erscheint mit neun Ausgaben im Jahr. Es werden Arbeiten veröffentlicht, die sich mit der intensivmedizinischen Behandlung von Säuglingen und Kindern beschäftigen.
Der Impact Factor lag im Jahr 2014 bei 2,338. Nach der Statistik des ISI Web of Knowledge wird das Journal mit diesem Impact Factor in der Kategorie Pädiatrie an 28. Stelle von 119 Zeitschriften und in der Kategorie Intensivmedizin an 14. Stelle von 27 Zeitschriften geführt.